# Elizabeth Roemer
Elizabeth Roemer (Oakland, 4 september 1929 — Tucson, 8 april 2016) was een Amerikaans astronoom gespecialiseerd in astrometrie, in het bijzonder de studie van kometen en planetoïden.
Roemer was als onderzoeker verbonden aan astronomische observatoria in Berkeley (Lick-observatorium van de Universiteit van Californië, 1955), Chicago (Yerkes-observatorium van de Universiteit van Chicago 1955-1957) en Flagstaff (US Naval Observatory, 1957-1965), waarna ze in 1965 werd benoemd tot waarnemend directeur van het Naval Observatory. In 1966 kreeg ze een aanstelling als universitair hoofddocent aan de Universiteit van Arizona en in 1996 volgde haar benoeming tot hoogleraar aan diezelfde universiteit.
Roemer specialiseerde zich in astrometrie, de meting en berekening van de positie en baan van hemellichamen en herontdekte in de loop van haar carrière 79 kometen. Ook ontdekte ze de planetoïden (1930) Lucifer en (1983) Bok. Samen met Charles Kowal ontdekte ze in 1975 Themisto, een kleine maan van de planeet Jupiter. In 1961 werd de door Paul Wild ontdekte planetoïde (1657) Roemera naar haar vernoemd uit waardering voor "haar onvermoeibare [...] inspanningen ter bevordering van de kennis over de bewegingen en fysieke eigenschappen van kometen en planetoïden".
Na haar emeritaat in 1998 zette ze haar onderzoekactiviteiten naar kometen en planetoïden voort. Elizabeth Roemer overleed in Tucson op 8 april 2016, op 86-jarige leeftijd.
- International Standard Name Identifier: 0000 0001 4059 5836
- Nederlandse Thesaurus van Auteursnamen: 10996179X
- SNAC: w6351ks6
- Système universitaire de documentation: 108982319
- Virtual International Authority File: 202165543
- WorldCat: E39PBJtgYwqftmxkMqtW6MYHG3